# Toto (manga)
Toto (トト?), talvolta noto come The Wonderful Legend of Toto, è una miniserie manga in due volumi di Yūkō Osada pubblicata in Giappone nel 2002. Ha riscosso molto successo nel 2003, quando è uscita in Italia. Finita questa miniserie, a distanza di qualche anno, Yuko Osada ha deciso di ricominciare tutto da capo con una nuova avventura: Toto!: The Wonderful Adventure che non è né un prequel e neanche un sequel. 

## Pubblicazione
Il manga, scritto e disegnato da Yūkō Osada, è stato serializzato dal 15 marzo al 17 luglio 2002 sulla rivista Magazine Special edita da Kōdansha. In seguito i vari capitoli sono stati raccolti in due volumi tankōbon pubblicati dal 15 marzo al 17 luglio 2002, ovvero in coincidenza con le date di inizio e fine serializzazione su rivista.
In Italia la serie è stata pubblicata da Star Comics nella collana Young dal 3 giugno al 3 luglio 2003.

### Volumi
| Nº | Data di prima pubblicazione | Data di prima pubblicazione | Data di prima pubblicazione |
| Nº | Giapponese                  | Giapponese                  | Italiano                    |
| -- | --------------------------- | --------------------------- | --------------------------- |
| 1  | 15 marzo 2002               | ISBN 4-06-313091-6          | 3 giugno 2003               |
| 2  | 17 luglio 2002              | ISBN 4-06-363130-3          | 3 luglio 2003               |